# Quiet Riot II
| Recensione   | Giudizio   |
| ------------ | ---------- |
| AllMusic     | [ 1 ]      |
| Sputnikmusic | 3.2 (Good) |

Quiet Riot II è il secondo album in studio dei Quiet Riot pubblicato nel dicembre del 1978 per l'Etichetta discografica CBS e Sony Music.

## Tracce
Lato A
1. Slick Black Cadillac – 5:10 (Kevin DuBrow)
2. You Drive Me Crazy – 4:17 (Kevin DuBrow, Randy Rhoads)
3. Afterglow (Of Your Love) – 3:37 (Steve Marriott, Ronnie Lane)
4. Eye for an Eye – 4:02 (Kevin DuBrow, Randy Rhoads, Ron Sobol)
5. Trouble – 5:10 (Kevin DuBrow, Randy Rhoads)

Lato B
1. Killer Girls – 4:50 (Kevin DuBrow, Randy Rhoads, Ron Sobol)
2. Face to Face – 4:38 (Kevin DuBrow, Randy Rhoads)
3. Inside You – 4:49 (Kevin DuBrow)
4. We've Got the Magic – 4:40 (Randy Rhoads)

## Singolo
- Slick Black Cadillac (b-side: Killer Girls)

## Formazione
- Kevin DuBrow - voce solista, accompagnamento vocale
- Randy Rhoads - chitarra elettrica, chitarra acustica
- Rudy Sarzo - basso, voce, accent
- Drew Forsyth - batteria, syndrum, accompagnamento vocale

Personale esterno
- The Killer Bees - accompagnamento vocale, cori

Note aggiuntive
- Warren Entner e Lee De Carlo - produttori
- Registrazioni effettuate al The Record Plant (Studios A,B,C e D), Los Angeles, California, periodo: giugno-settembre 1978
- Lee De Carlo e Gary Pritkin - ingegneri delle registrazioni
- Mike Beiriger - mixaggio
- Brani Face to Face e Killer Girls mixati da Lee De Carlo
- Ron Sobol - fotografie[3]